# 2011-es ATP-szezon
Az alábbi táblázat a 2011-es Association of Tennis Professionals (ATP) Tourhoz tartozó tornák eredményeit foglalja össze. Emellett tartalmazza az ITF által szervezett Davis-kupa és Hopman-kupa eredményeit is.

## Versenynaptár
| Grand Slam-tornák           |
| ATP World Tour Finals       |
| ATP World Tour Masters 1000 |
| ATP World Tour 500          |
| ATP World Tour 250          |
| Csapatversenyek             |

### Január
| Hét                   | Torna | Győztesek                                         | Ellenfelek a döntőben           | Elődöntősök                                                                 | Negyeddöntősök                                                              |
| --------------------- | --- | ------------------------------------------------- | ------------------------------- | --------------------------------------------------------------------------- | --------------------------------------------------------------------------- |
| Január 3.             | Hopman-kupa Perth, Ausztrália 1 000 000 A$ – Kemény (f) – 8 csapat                                                            | USA · 2–1                                         | Belgium (beugró)                | A csoport további csapatai Szerbia (visszalépett) · Ausztrália · Kazahsztán | B csoport további csapatai Franciaország · Olaszország · Egyesült Királyság |
| Január 3.             | Brisbane International Brisbane, Ausztrália ATP World Tour 250 422 300 $ – Kemény – 32E/32Q/16P                               | Robin Söderling 6–3, 7–5                          | Andy Roddick                    | Radek Štěpánek Kevin Anderson                                               | Matthew Ebden Florian Mayer Santiago Giraldo Márkosz Pagdatísz              |
| Január 3.             | Brisbane International Brisbane, Ausztrália ATP World Tour 250 422 300 $ – Kemény – 32E/32Q/16P                               | Lukáš Dlouhý Paul Hanley 6–4, feladta             | Robert Lindstedt Horia Tecău    | Radek Štěpánek Kevin Anderson                                               | Matthew Ebden Florian Mayer Santiago Giraldo Márkosz Pagdatísz              |
| Január 3.             | Aircel Chennai Open Csennai, India ATP World Tour 250 398 250 $ – Kemény – 32E/32Q/16P                                        | Stanislas Wawrinka 7–5, 4–6, 6–1                  | Xavier Malisse                  | Tomáš Berdych Janko Tipsarević                                              | Blaž Kavčič Robin Haase Björn Phau Nisikori Kei                             |
| Január 3.             | Aircel Chennai Open Csennai, India ATP World Tour 250 398 250 $ – Kemény – 32E/32Q/16P                                        | Mahes Bhúpati Lijendar Pedzs 6–2, 6–7(3), [10–7]  | Robin Haase David Martin        | Tomáš Berdych Janko Tipsarević                                              | Blaž Kavčič Robin Haase Björn Phau Nisikori Kei                             |
| Január 3.             | Qatar ExxonMobil Open Doha, Katar ATP World Tour 250 1 024 000 $ – Kemény – 32E/32Q/16P                                       | Roger Federer 6–3, 6–4                            | Nyikolaj Davigyenko             | Rafael Nadal Jo-Wilfried Tsonga                                             | Ernests Gulbis Ivo Karlović Guillermo García López Viktor Troicki           |
| Január 3.             | Qatar ExxonMobil Open Doha, Katar ATP World Tour 250 1 024 000 $ – Kemény – 32E/32Q/16P                                       | Marc López Rafael Nadal 6–3, 7–6(4)               | Daniele Bracciali Andreas Seppi | Rafael Nadal Jo-Wilfried Tsonga                                             | Ernests Gulbis Ivo Karlović Guillermo García López Viktor Troicki           |
| Január 10.            | Medibank International Sydney, Ausztrália ATP World Tour 250 372 500 $ – Kemény – 28E/32Q/16P                                 | Gilles Simon 7–5, 7–6(4)                          | Viktor Troicki                  | Ernests Gulbis Florian Mayer                                                | Olekszandr Dolhopolov Szerhij Sztahovszkij Richard Gasquet Potito Starace   |
| Január 10.            | Medibank International Sydney, Ausztrália ATP World Tour 250 372 500 $ – Kemény – 28E/32Q/16P                                 | Lukáš Dlouhý Paul Hanley 6–7(6), 6–3, [10–5]      | Bob Bryan Mike Bryan            | Ernests Gulbis Florian Mayer                                                | Olekszandr Dolhopolov Szerhij Sztahovszkij Richard Gasquet Potito Starace   |
| Január 10.            | Heineken Open Auckland, Új-Zéland ATP World Tour 250 355 500 $ – Kemény – 28E/32Q/16P                                         | David Ferrer 6–3, 6–2                             | David Nalbandian                | Santiago Giraldo Nicolás Almagro                                            | Philipp Kohlschreiber Thomaz Bellucci John Isner Adrian Mannarino           |
| Január 10.            | Heineken Open Auckland, Új-Zéland ATP World Tour 250 355 500 $ – Kemény – 28E/32Q/16P                                         | Marcel Granollers Tommy Robredo 6–4, 7–6(6)       | Johan Brunström Stephen Huss    | Santiago Giraldo Nicolás Almagro                                            | Philipp Kohlschreiber Thomaz Bellucci John Isner Adrian Mannarino           |
| Január 17. Január 24. | Australian Open Melbourne, Ausztrália Grand Slam-torna 10 712 240 A$ – Kemény 128E/128Q/64P/32V Egyéni – Páros – Vegyes páros | Novak Đoković 6–4, 6–2, 6–3                       | Andy Murray                     | David Ferrer Roger Federer                                                  | Rafael Nadal Olekszandr Dolhopolov Tomáš Berdych Stanislas Wawrinka         |
| Január 17. Január 24. | Australian Open Melbourne, Ausztrália Grand Slam-torna 10 712 240 A$ – Kemény 128E/128Q/64P/32V Egyéni – Páros – Vegyes páros | Bob Bryan Mike Bryan 6–3, 6–4                     | Mahes Bhúpati Lijendar Pedzs    | David Ferrer Roger Federer                                                  | Rafael Nadal Olekszandr Dolhopolov Tomáš Berdych Stanislas Wawrinka         |
| Január 17. Január 24. | Australian Open Melbourne, Ausztrália Grand Slam-torna 10 712 240 A$ – Kemény 128E/128Q/64P/32V Egyéni – Páros – Vegyes páros | Daniel Nestor Katarina Srebotnik 6–3, 3–6, [10–7] | Paul Hanley Csan Jung-zsan      | David Ferrer Roger Federer                                                  | Rafael Nadal Olekszandr Dolhopolov Tomáš Berdych Stanislas Wawrinka         |
| Január 31.            | SA Tennis Open Johannesburg, Dél-afrikai Köztársaság ATP World Tour 250 442 500 $ – Kemény – 32E/32Q/16P                      | Kevin Anderson 4–6, 6–3, 6–2                      | Szomdev Devvarman               | Adrian Mannarino Izak van der Merwe                                         | Frank Dancevic Karol Beck Rik de Voest Simon Greul                          |
| Január 31.            | SA Tennis Open Johannesburg, Dél-afrikai Köztársaság ATP World Tour 250 442 500 $ – Kemény – 32E/32Q/16P                      | James Cerretani Adil Shamasdin 6–3, 3–6, [10–7]   | Scott Lipsky Rajeev Ram         | Adrian Mannarino Izak van der Merwe                                         | Frank Dancevic Karol Beck Rik de Voest Simon Greul                          |
| Január 31.            | PBZ Zagreb Indoors Zágráb, Horvátország ATP World Tour 250 398 250 € – Kemény (f) – 32E/32Q/16P                               | Ivan Dodig 6–3, 6–4                               | Michael Berrer                  | Florian Mayer Guillermo García López                                        | Marin Čilić Richard Gasquet Alekszandr Bogomolov Ivan Ljubičić              |
| Január 31.            | PBZ Zagreb Indoors Zágráb, Horvátország ATP World Tour 250 398 250 € – Kemény (f) – 32E/32Q/16P                               | Dick Norman Horia Tecău 6–3, 6–4                  | Marcel Granollers Marc López    | Florian Mayer Guillermo García López                                        | Marin Čilić Richard Gasquet Alekszandr Bogomolov Ivan Ljubičić              |
| Január 31.            | Movistar Open Santiago de Chile, Chile ATP World Tour 250 398 250 $ – Salak – 32E/32Q/16P                                     | Tommy Robredo 6–2, 2–6, 7–6(5)                    | Santiago Giraldo                | Potito Starace Fabio Fognini                                                | Horacio Zeballos Juan Ignacio Chela Thomaz Bellucci Máximo González         |
| Január 31.            | Movistar Open Santiago de Chile, Chile ATP World Tour 250 398 250 $ – Salak – 32E/32Q/16P                                     | Marcelo Melo Bruno Soares 6–3, 7–6(3)             | Łukasz Kubot Oliver Marach      | Potito Starace Fabio Fognini                                                | Horacio Zeballos Juan Ignacio Chela Thomaz Bellucci Máximo González         |

### Február
| Hét         | Torna | Győztesek | Ellenfelek a döntőben                                                                                         | Elődöntősök                           | Negyeddöntősök                                                     |
| ----------- | --- | --- | --- | ------------------------------------- | ------------------------------------------------------------------ |
| Február 7.  | ABN AMRO World Tennis Tournament Rotterdam, Hollandia ATP World Tour 500 1 150 000 € – Kemény (f) – 32E/32Q/16P | Robin Söderling 6–3, 3–6, 6–3 | Jo-Wilfried Tsonga                                                                                            | Viktor Troicki Ivan Ljubičić          | Mihail Juzsnij Marin Čilić Tomáš Berdych Márkosz Pagdatísz         |
| Február 7.  | ABN AMRO World Tennis Tournament Rotterdam, Hollandia ATP World Tour 500 1 150 000 € – Kemény (f) – 32E/32Q/16P | Jürgen Melzer Philipp Petzschner 6–4, 3–6, [10–5] | Michaël Llodra Nenad Zimonjić                                                                                 | Viktor Troicki Ivan Ljubičić          | Mihail Juzsnij Marin Čilić Tomáš Berdych Márkosz Pagdatísz         |
| Február 7.  | SAP Open San José, Amerikai Egyesült Államok ATP World Tour 250 531 000 $ – Kemény (f) – 32E/32Q/16P | Miloš Raonić 7–6(6), 7–6(5) | Fernando Verdasco                                                                                             | Juan Martín del Potro Gaël Monfils    | Denis Istomin Lleyton Hewitt Richard Berankis Tim Smyczek          |
| Február 7.  | SAP Open San José, Amerikai Egyesült Államok ATP World Tour 250 531 000 $ – Kemény (f) – 32E/32Q/16P | Scott Lipsky Rajeev Ram 6–4, 4–6, [10–8] | Alejandro Falla Xavier Malisse                                                                                | Juan Martín del Potro Gaël Monfils    | Denis Istomin Lleyton Hewitt Richard Berankis Tim Smyczek          |
| Február 7.  | Brasil Open Costa do Sauípe, Brazília ATP World Tour 250 442 500 $ – Salak – 32E/32Q/16P | Nicolás Almagro 6–3, 7–6(3) | Olekszandr Dolhopolov                                                                                         | Juan Ignacio Chela Ricardo Mello      | Rui Machado Thomaz Bellucci Potito Starace Pablo Andújar           |
| Február 7.  | Brasil Open Costa do Sauípe, Brazília ATP World Tour 250 442 500 $ – Salak – 32E/32Q/16P | Marcelo Melo Bruno Soares 7–6(4), 6–3 | Pablo Andújar Daniel Gimeno-Traver                                                                            | Juan Ignacio Chela Ricardo Mello      | Rui Machado Thomaz Bellucci Potito Starace Pablo Andújar           |
| Február 14. | Regions Morgan Keegan Championships Memphis, Amerikai Egyesült Államok ATP World Tour 500 1 100 000 $ – Kemény (f) – 32E/32Q/16P | Andy Roddick 7–6(7), 6–7(11), 7–5 | Miloš Raonić                                                                                                  | Juan Martín del Potro Mardy Fish      | Lleyton Hewitt Michael Craig Russell Sam Querrey Robert Kendrick   |
| Február 14. | Regions Morgan Keegan Championships Memphis, Amerikai Egyesült Államok ATP World Tour 500 1 100 000 $ – Kemény (f) – 32E/32Q/16P | Makszim Mirni Daniel Nestor 6–2, 6–7(6), [10–3] | Eric Butorac Jean-Julien Rojer                                                                                | Juan Martín del Potro Mardy Fish      | Lleyton Hewitt Michael Craig Russell Sam Querrey Robert Kendrick   |
| Február 14. | Open 13 Marseille, Franciaország ATP World Tour 250 512 750 € – Kemény (f) – 28E/32Q/16P | Robin Söderling 6–7(8), 6–3, 6–3 | Marin Čilić                                                                                                   | Dmitrij Turszunov Mihail Juzsnij      | Michaël Llodra Jürgen Melzer Jo-Wilfried Tsonga Tomáš Berdych      |
| Február 14. | Open 13 Marseille, Franciaország ATP World Tour 250 512 750 € – Kemény (f) – 28E/32Q/16P | Robin Haase Ken Skupski 6–3, 6–7(4), [13–11] | Julien Benneteau Jo-Wilfried Tsonga                                                                           | Dmitrij Turszunov Mihail Juzsnij      | Michaël Llodra Jürgen Melzer Jo-Wilfried Tsonga Tomáš Berdych      |
| Február 14. | Copa Claro Buenos Aires, Argentína ATP World Tour 250 475 300 $ – Salak – 32E/32Q/16P | Nicolás Almagro 6–3, 3–6, 6–4 | Juan Ignacio Chela                                                                                            | Tommy Robredo Stanislas Wawrinka      | José Acasuso David Nalbandian Albert Montañés Juan Mónaco          |
| Február 14. | Copa Claro Buenos Aires, Argentína ATP World Tour 250 475 300 $ – Salak – 32E/32Q/16P | Oliver Marach Leonardo Mayer 7–6(6), 6–3 | Franco Ferreiro André Sá                                                                                      | Tommy Robredo Stanislas Wawrinka      | José Acasuso David Nalbandian Albert Montañés Juan Mónaco          |
| Február 21. | Dubai Duty Free Tennis Championships Dubaj, Egyesült Arab Emírségek ATP World Tour 500 1 619 500 $ – Kemény – 32E/32Q/16P | Novak Đoković 6–3, 6–3 | Roger Federer                                                                                                 | Richard Gasquet Tomáš Berdych         | Szerhij Sztahovszkij Gilles Simon Philipp Petzschner Florian Mayer |
| Február 21. | Dubai Duty Free Tennis Championships Dubaj, Egyesült Arab Emírségek ATP World Tour 500 1 619 500 $ – Kemény – 32E/32Q/16P | Szerhij Sztahovszkij Mihail Juzsnij 4–6, 6–3, [10–3] | Jérémy Chardy Feliciano López                                                                                 | Richard Gasquet Tomáš Berdych         | Szerhij Sztahovszkij Gilles Simon Philipp Petzschner Florian Mayer |
| Február 21. | Abierto Mexicano Telcel Acapulco, Mexico ATP World Tour 500 955 000 $ – Salak – 32E/32Q/16P | David Ferrer 7–6(4), 6–7(2), 6–2 | Nicolás Almagro                                                                                               | Olekszandr Dolhopolov Thomaz Bellucci | Juan Mónaco Stanislas Wawrinka Santiago Giraldo Łukasz Kubot       |
| Február 21. | Abierto Mexicano Telcel Acapulco, Mexico ATP World Tour 500 955 000 $ – Salak – 32E/32Q/16P | Victor Hănescu Horia Tecău 6–1, 6–3 | Marcelo Melo Bruno Soares                                                                                     | Olekszandr Dolhopolov Thomaz Bellucci | Juan Mónaco Stanislas Wawrinka Santiago Giraldo Łukasz Kubot       |
| Február 21. | Delray Beach International Tennis Championships Delray Beach, Amerikai Egyesült Államok ATP World Tour 250 442 500 $ – Kemény – 32E/32Q/16P | Juan Martín del Potro 6–4, 6–4 | Janko Tipsarević                                                                                              | Nisikori Kei Mardy Fish               | Ivan Dodig Ryan Sweeting Kevin Anderson Alejandro Falla            |
| Február 21. | Delray Beach International Tennis Championships Delray Beach, Amerikai Egyesült Államok ATP World Tour 250 442 500 $ – Kemény – 32E/32Q/16P | Scott Lipsky Rajeev Ram 4–6, 6–4, [10–3] | Christopher Kas Alexander Peya                                                                                | Nisikori Kei Mardy Fish               | Ivan Dodig Ryan Sweeting Kevin Anderson Alejandro Falla            |
| Február 28. | Davis-kupa, 1. forduló Újvidék, Szerbia – Kemény (f) Borås, Svédország – Kemény (f) Ostrava, Csehország – Kemény (f) Buenos Aires, Argentína – Salak Santiago de Chile, Chile – Salak Charleroi, Belgium – Kemény (f) Zágráb, Horvátország – Kemény (f) Bécs, Ausztria – Salak (f) | Első forduló győztesei Szerbia 4–1 · Svédország 3–2 · Kazahsztán 3–2 · Argentína 4–1 · USA 4–1 · Spanyolország 4–1 · Németország 3–2 · Franciaország 3–2 | Első forduló vesztesei India · Oroszország · Csehország · Románia · Chile · Belgium · Horvátország · Ausztria |                                       |                                                                    |

### Március
| Hét                     | Torna | Győztesek                                                | Ellenfelek a döntőben            | Elődöntősök                         | Negyeddöntősök                                                |
| ----------------------- | --- | -------------------------------------------------------- | -------------------------------- | ----------------------------------- | ------------------------------------------------------------- |
| Március 7. Március 14.  | BNP Paribas Open Indian Wells, Amerikai Egyesült Államok ATP World Tour Masters 1000 3 645 000 $ – Kemény – 96E/48Q/32P | Novak Đoković 4–6, 6–3, 6–2                              | Rafael Nadal                     | Juan Martín del Potro Roger Federer | Ivo Karlović Tommy Robredo Richard Gasquet Stanislas Wawrinka |
| Március 7. Március 14.  | BNP Paribas Open Indian Wells, Amerikai Egyesült Államok ATP World Tour Masters 1000 3 645 000 $ – Kemény – 96E/48Q/32P | Olekszandr Dolhopolov Xavier Malisse 6–4, 6–7(5), [10–7] | Roger Federer Stanislas Wawrinka | Juan Martín del Potro Roger Federer | Ivo Karlović Tommy Robredo Richard Gasquet Stanislas Wawrinka |
| Március 21. Március 28. | Sony Ericsson Open Miami, Amerikai Egyesült Államok ATP World Tour Masters 1000 3 645 000 $ – Kemény – 96E/48Q/32P      | Novak Đoković 4–6, 6–3, 7–6(4)                           | Rafael Nadal                     | Roger Federer Mardy Fish            | Tomáš Berdych Gilles Simon David Ferrer Kevin Anderson        |
| Március 21. Március 28. | Sony Ericsson Open Miami, Amerikai Egyesült Államok ATP World Tour Masters 1000 3 645 000 $ – Kemény – 96E/48Q/32P      | Mahes Bhúpati Lijendar Pedzs 6–7(5), 6–2, [10–5]         | Makszim Mirni Daniel Nestor      | Roger Federer Mardy Fish            | Tomáš Berdych Gilles Simon David Ferrer Kevin Anderson        |

### Április
| Hét         | Torna | Győztesek                                        | Ellenfelek a döntőben           | Elődöntősök                       | Negyeddöntősök                                                   |
| ----------- | --- | ------------------------------------------------ | ------------------------------- | --------------------------------- | ---------------------------------------------------------------- |
| Április 4.  | US Men's Clay Court Championships Houston, Amerikai Egyesült Államok ATP World Tour 250 442 500 $ – Salak – 28E/32Q/16P | Ryan Sweeting 6–4, 7–6(3)                        | Nisikori Kei                    | Pablo Cuevas Ivo Karlović         | Mardy Fish Guillermo García López John Isner Tejmuraz Gabasvili  |
| Április 4.  | US Men's Clay Court Championships Houston, Amerikai Egyesült Államok ATP World Tour 250 442 500 $ – Salak – 28E/32Q/16P | Bob Bryan Mike Bryan 6–7(4), 6–2, [10–5]         | John Isner Sam Querrey          | Pablo Cuevas Ivo Karlović         | Mardy Fish Guillermo García López John Isner Tejmuraz Gabasvili  |
| Április 4.  | Grand Prix Hassan II Casablanca, Marokkó ATP World Tour 250 398 250 € – Salak – 28E/32Q/16P                             | Pablo Andújar 6–1, 6–2                           | Potito Starace                  | Albert Montañés Victor Hănescu    | Fabio Fognini Pere Riba Gilles Simon Andrej Kuznyecov            |
| Április 4.  | Grand Prix Hassan II Casablanca, Marokkó ATP World Tour 250 398 250 € – Salak – 28E/32Q/16P                             | Robert Lindstedt Horia Tecău 6–2, 6–1            | Colin Fleming Igor Zelenay      | Albert Montañés Victor Hănescu    | Fabio Fognini Pere Riba Gilles Simon Andrej Kuznyecov            |
| Április 11. | Monte-Carlo Rolex Masters Monte Carlo, Monaco ATP World Tour Masters 1000 2 227 500 € – Salak – 56E/28Q/24P             | Rafael Nadal 6–4, 7–5                            | David Ferrer                    | Andy Murray Jürgen Melzer         | Ivan Ljubičić Frederico Gil Viktor Troicki Roger Federer         |
| Április 11. | Monte-Carlo Rolex Masters Monte Carlo, Monaco ATP World Tour Masters 1000 2 227 500 € – Salak – 56E/28Q/24P             | Bob Bryan Mike Bryan 6–3, 6–2                    | Juan Ignacio Chela Bruno Soares | Andy Murray Jürgen Melzer         | Ivan Ljubičić Frederico Gil Viktor Troicki Roger Federer         |
| Április 18. | Barcelona Open Banco Sabadell Barcelona, Spanyolország ATP World Tour 500 1 550 000 € – Salak – 56E/28Q/24P             | Rafael Nadal 6–2, 6–4                            | David Ferrer                    | Ivan Dodig Nicolás Almagro        | Gaël Monfils Feliciano López Jürgen Melzer Juan Carlos Ferrero   |
| Április 18. | Barcelona Open Banco Sabadell Barcelona, Spanyolország ATP World Tour 500 1 550 000 € – Salak – 56E/28Q/24P             | Santiago González Scott Lipsky 5–7, 6–2, [12–10] | Bob Bryan Mike Bryan            | Ivan Dodig Nicolás Almagro        | Gaël Monfils Feliciano López Jürgen Melzer Juan Carlos Ferrero   |
| Április 25. | BMW Open München, Németország ATP World Tour 250 398 250 € – Salak – 32E/32Q/16P                                        | Nyikolaj Davigyenko 6–3, 3–6, 6–1                | Florian Mayer                   | Philipp Petzschner Radek Štěpánek | Potito Starace Grigor Dimitrov Marin Čilić Philipp Kohlschreiber |
| Április 25. | BMW Open München, Németország ATP World Tour 250 398 250 € – Salak – 32E/32Q/16P                                        | Simone Bolelli Horacio Zeballos 7–6(3), 6–4      | Andreas Beck Christopher Kas    | Philipp Petzschner Radek Štěpánek | Potito Starace Grigor Dimitrov Marin Čilić Philipp Kohlschreiber |
| Április 25. | Serbia Open Belgrád, Szerbia ATP World Tour 250 373 200 € – Salak – 28E/32Q/16P                                         | Novak Đoković 7–6(4), 6–2                        | Feliciano López                 | Janko Tipsarević Filippo Volandri | Blaž Kavčič Szomdev Devvarman Albert Montañés Marcel Granollers  |
| Április 25. | Serbia Open Belgrád, Szerbia ATP World Tour 250 373 200 € – Salak – 28E/32Q/16P                                         | František Čermák Filip Polášek 7–5, 6–2          | Oliver Marach Alexander Peya    | Janko Tipsarević Filippo Volandri | Blaž Kavčič Szomdev Devvarman Albert Montañés Marcel Granollers  |
| Április 25. | Estoril Open Estoril, Portugália ATP World Tour 250 398 250 € – Salak – 28E/32Q/16P                                     | Juan Martín del Potro 6–2, 6–2                   | Fernando Verdasco               | Pablo Cuevas Miloš Raonić         | Robin Söderling Thomaz Bellucci Gilles Simon Kevin Anderson      |
| Április 25. | Estoril Open Estoril, Portugália ATP World Tour 250 398 250 € – Salak – 28E/32Q/16P                                     | Eric Butorac Jean-Julien Rojer 6–3, 6–4          | Marc López David Marrero        | Pablo Cuevas Miloš Raonić         | Robin Söderling Thomaz Bellucci Gilles Simon Kevin Anderson      |

### Május
| Hét                 | Torna | Győztesek                                        | Ellenfelek a döntőben                | Elődöntősök                                                    | Negyeddöntősök                                                       |
| ------------------- | --- | ------------------------------------------------ | ------------------------------------ | -------------------------------------------------------------- | -------------------------------------------------------------------- |
| Május 2.            | Mutua Madrid Open Madrid, Spanyolország ATP World Tour Masters 1000 2 835 000 € – Salak – 56E/28Q/24P                    | Novak Đoković 7–5, 6–4                           | Rafael Nadal                         | Roger Federer Thomaz Bellucci                                  | Michaël Llodra Robin Söderling Tomáš Berdych David Ferrer            |
| Május 2.            | Mutua Madrid Open Madrid, Spanyolország ATP World Tour Masters 1000 2 835 000 € – Salak – 56E/28Q/24P                    | Bob Bryan Mike Bryan 6–3, 6–3                    | Michaël Llodra Nenad Zimonjić        | Roger Federer Thomaz Bellucci                                  | Michaël Llodra Robin Söderling Tomáš Berdych David Ferrer            |
| Május 9.            | Internazionali BNL d'Italia Róma, Olaszország ATP World Tour Masters 1000 2 227 500 € – Salak – 56E/28Q/24P              | Novak Đoković 6–4, 6–4                           | Rafael Nadal                         | Richard Gasquet Andy Murray                                    | Marin Čilić Tomáš Berdych Florian Mayer Robin Söderling              |
| Május 9.            | Internazionali BNL d'Italia Róma, Olaszország ATP World Tour Masters 1000 2 227 500 € – Salak – 56E/28Q/24P              | John Isner Sam Querrey walkover                  | Mardy Fish Andy Roddick              | Richard Gasquet Andy Murray                                    | Marin Čilić Tomáš Berdych Florian Mayer Robin Söderling              |
| Május 16.           | World Team Cup Düsseldorf, Németország ATP World Team Championship 1 100 000 € – Salak – 8 csapat                        | Németország · 2–1                                | Argentína                            | Vörös csoport további csapatai USA · Svédország · Kazahsztán · | Kék csoport további csapatai Szerbia · Oroszország · Spanyolország · |
| Május 16.           | Open de Nice Côte d’Azur Nizza, Franciaország ATP World Tour 250 398 250 € – Salak – 28E/32Q/16P                         | Nicolás Almagro 6–7(5), 6–3, 6–3                 | Victor Hănescu                       | Olekszandr Dolhopolov Tomáš Berdych                            | David Ferrer Robin Haase Pablo Andújar Ernests Gulbis                |
| Május 16.           | Open de Nice Côte d’Azur Nizza, Franciaország ATP World Tour 250 398 250 € – Salak – 28E/32Q/16P                         | Eric Butorac Jean-Julien Rojer 6–3, 6–4          | Santiago González David Marrero      | Olekszandr Dolhopolov Tomáš Berdych                            | David Ferrer Robin Haase Pablo Andújar Ernests Gulbis                |
| Május 23. Május 30. | Roland Garros Párizs, Franciaország Grand Slam-torna 7 580 800 € – Salak 128E/128Q/64P/32V Egyéni – Páros – Vegyes páros | Rafael Nadal 7–5, 7–6(3), 5–7, 6–1               | Roger Federer                        | Andy Murray Novak Đoković                                      | Robin Söderling Juan Ignacio Chela Gaël Monfils Fabio Fognini        |
| Május 23. Május 30. | Roland Garros Párizs, Franciaország Grand Slam-torna 7 580 800 € – Salak 128E/128Q/64P/32V Egyéni – Páros – Vegyes páros | Makszim Mirni Daniel Nestor 7–6(3), 3–6, 6–4     | Juan Sebastián Cabal Eduardo Schwank | Andy Murray Novak Đoković                                      | Robin Söderling Juan Ignacio Chela Gaël Monfils Fabio Fognini        |
| Május 23. Május 30. | Roland Garros Párizs, Franciaország Grand Slam-torna 7 580 800 € – Salak 128E/128Q/64P/32V Egyéni – Páros – Vegyes páros | Casey Dellacqua Scott Lipsky 7–6(6), 4–6, [10–7] | Katarina Srebotnik Nenad Zimonjić    | Andy Murray Novak Đoković                                      | Robin Söderling Juan Ignacio Chela Gaël Monfils Fabio Fognini        |

### Június
| Hét                   | Torna | Győztesek                                             | Ellenfelek a döntőben          | Elődöntősök                      | Negyeddöntősök                                                            |
| --------------------- | --- | ----------------------------------------------------- | ------------------------------ | -------------------------------- | ------------------------------------------------------------------------- |
| Június 6.             | Gerry Weber Open Halle, Németország ATP World Tour 250 663 750 € – Fű – 32E/32Q/16P                                         | Philipp Kohlschreiber 7–6(5), 2–0 feladta             | Philipp Petzschner             | Gaël Monfils Tomáš Berdych       | Lleyton Hewitt Florian Mayer Miloš Raonić Viktor Troicki                  |
| Június 6.             | Gerry Weber Open Halle, Németország ATP World Tour 250 663 750 € – Fű – 32E/32Q/16P                                         | Róhan Bópanna Iszámul-Hak Kuraisi 7–6(8), 3–6, [11–9] | Robin Haase Miloš Raonić       | Gaël Monfils Tomáš Berdych       | Lleyton Hewitt Florian Mayer Miloš Raonić Viktor Troicki                  |
| Június 6.             | Queen's Club Championships London, Egyesült Királyság ATP World Tour 250 627 700 € – Fű – 56E/32Q/24P                       | Andy Murray 3–6, 7–6(2), 6–4                          | Jo-Wilfried Tsonga             | James Ward Andy Roddick          | Rafael Nadal Adrian Mannarino Fernando Verdasco Marin Čilić               |
| Június 6.             | Queen's Club Championships London, Egyesült Királyság ATP World Tour 250 627 700 € – Fű – 56E/32Q/24P                       | Bob Bryan Mike Bryan 6–7(2), 7–6(4), [10–6]           | Mahes Bhúpati Lijendar Pedzs   | James Ward Andy Roddick          | Rafael Nadal Adrian Mannarino Fernando Verdasco Marin Čilić               |
| Június 13.            | UNICEF Open ’s-Hertogenbosch, Hollandia ATP World Tour 250 398 250 € – Fű – 32E/32Q/16P                                     | Dmitrij Turszunov 6–3, 6–2                            | Ivan Dodig                     | Xavier Malisse Márkosz Pagdatísz | Santiago Giraldo Alekszandr Bogomolov Tejmuraz Gabasvili Denis Gremelmayr |
| Június 13.            | UNICEF Open ’s-Hertogenbosch, Hollandia ATP World Tour 250 398 250 € – Fű – 32E/32Q/16P                                     | Daniele Bracciali František Čermák 6–3, 2–6, [10–8]   | Robert Lindstedt Horia Tecău   | Xavier Malisse Márkosz Pagdatísz | Santiago Giraldo Alekszandr Bogomolov Tejmuraz Gabasvili Denis Gremelmayr |
| Június 13.            | AEGON International Eastbourne, Egyesült Királyság ATP World Tour 250 405 000 € – Fű – 32E/32Q/16P                          | Andreas Seppi 7–6(5), 3–6, 5–3 feladta                | Janko Tipsarević               | Nisikori Kei Igor Kunyicin       | Radek Štěpánek Grigor Dimitrov Julien Benneteau Olivier Rochus            |
| Június 13.            | AEGON International Eastbourne, Egyesült Királyság ATP World Tour 250 405 000 € – Fű – 32E/32Q/16P                          | Jónátán Erlich Andi Rám 6–3, 6–3                      | Grigor Dimitrov Andreas Seppi  | Nisikori Kei Igor Kunyicin       | Radek Štěpánek Grigor Dimitrov Julien Benneteau Olivier Rochus            |
| Június 20. Június 27. | Wimbledon London, Egyesült Királyság Grand Slam-torna 13 725 000 £ – Fű 128E/128Q/64P/16Q/48V Egyéni – Páros – Vegyes páros | Novak Đoković 6–4, 6–1, 1–6, 6–3                      | Rafael Nadal                   | Andy Murray Jo-Wilfried Tsonga   | Mardy Fish Feliciano López Roger Federer Bernard Tomic                    |
| Június 20. Június 27. | Wimbledon London, Egyesült Királyság Grand Slam-torna 13 725 000 £ – Fű 128E/128Q/64P/16Q/48V Egyéni – Páros – Vegyes páros | Bob Bryan Mike Bryan 6–3, 6–4, 7–6(2)                 | Robert Lindstedt Horia Tecău   | Andy Murray Jo-Wilfried Tsonga   | Mardy Fish Feliciano López Roger Federer Bernard Tomic                    |
| Június 20. Június 27. | Wimbledon London, Egyesült Királyság Grand Slam-torna 13 725 000 £ – Fű 128E/128Q/64P/16Q/48V Egyéni – Páros – Vegyes páros | Jürgen Melzer Iveta Benešová 6–3, 6–2                 | Mahes Bhúpati Jelena Vesznyina | Andy Murray Jo-Wilfried Tsonga   | Mardy Fish Feliciano López Roger Federer Bernard Tomic                    |

### Július
| Hét        | Torna | Győztesek                                                                                  | Ellenfelek a döntőben                                              | Elődöntősök                        | Negyeddöntősök                                                            |
| ---------- | --- | ------------------------------------------------------------------------------------------ | ------------------------------------------------------------------ | ---------------------------------- | ------------------------------------------------------------------------- |
| Július 4.  | Campbell's Hall of Fame Championships Newport, Amerikai Egyesült Államok ATP World Tour 250 442 500 $ – Fű – 32E/32Q/16P                                                 | John Isner 6–3, 7–6(6)                                                                     | Olivier Rochus                                                     | Tobias Kamke Michael Yani          | Alekszandr Bogomolov Édouard Roger-Vasselin Matthew Ebden Denis Kudla     |
| Július 4.  | Campbell's Hall of Fame Championships Newport, Amerikai Egyesült Államok ATP World Tour 250 442 500 $ – Fű – 32E/32Q/16P                                                 | Matthew Ebden Ryan Harrison 4–6, 6–3, [10–5]                                               | Johan Brunström Adil Shamasdin                                     | Tobias Kamke Michael Yani          | Alekszandr Bogomolov Édouard Roger-Vasselin Matthew Ebden Denis Kudla     |
| Július 4.  | Davis-kupa, negyeddöntők Halmstad, Svédország – Kemény (f) Buenos Aires, Argentína – Salak Austin, Amerikai Egyesült Államok – Kemény (f) Stuttgart, Németország – Salak | Negyeddöntők győztesei Szerbia 4–1 · Argentína 5–0 · Spanyolország 3–1 · Franciaország 4–1 | Negyeddöntők vesztesei Svédország · Kazahsztán · USA · Németország |                                    |                                                                           |
| Július 11. | Mercedes Cup Stuttgart, Németország ATP World Tour 250 398 250 € – Salak – 28E/32Q/16P                                                                                   | Juan Carlos Ferrero 6–4, 6–0                                                               | Pablo Andújar                                                      | Federico del Bonis Łukasz Kubot    | Pavol Červenák Marcel Granollers Cedrik-Marcel Stebe Santiago Giraldo     |
| Július 11. | Mercedes Cup Stuttgart, Németország ATP World Tour 250 398 250 € – Salak – 28E/32Q/16P                                                                                   | Jürgen Melzer Philipp Petzschner 6–3, 6–4                                                  | Marcel Granollers Marc López                                       | Federico del Bonis Łukasz Kubot    | Pavol Červenák Marcel Granollers Cedrik-Marcel Stebe Santiago Giraldo     |
| Július 11. | Collector Swedish Open Båstad, Svédország ATP World Tour 250 398 250 € – Salak – 28E/32Q/16P                                                                             | Robin Söderling 6–2, 6–2                                                                   | David Ferrer                                                       | Tomáš Berdych Nicolás Almagro      | Potito Starace Blaž Kavčič Michael Ryderstedt Andreas Haider-Maurer       |
| Július 11. | Collector Swedish Open Båstad, Svédország ATP World Tour 250 398 250 € – Salak – 28E/32Q/16P                                                                             | Robert Lindstedt Horia Tecău 6–3, 6–3                                                      | Simon Aspelin Andreas Siljeström                                   | Tomáš Berdych Nicolás Almagro      | Potito Starace Blaž Kavčič Michael Ryderstedt Andreas Haider-Maurer       |
| Július 18. | German Open Hamburg Hamburg, Németország ATP World Tour 500 1 000 000 € – Salak – 48E/24Q/16P                                                                            | Gilles Simon 6–4, 4–6, 6–4                                                                 | Nicolás Almagro                                                    | Mihail Juzsnij Fernando Verdasco   | Gaël Monfils Marin Čilić Florian Mayer Jürgen Melzer                      |
| Július 18. | German Open Hamburg Hamburg, Németország ATP World Tour 500 1 000 000 € – Salak – 48E/24Q/16P                                                                            | Oliver Marach Alexander Peya 6–4, 6–1                                                      | František Čermák Filip Polášek                                     | Mihail Juzsnij Fernando Verdasco   | Gaël Monfils Marin Čilić Florian Mayer Jürgen Melzer                      |
| Július 18. | Atlanta Tennis Championships Atlanta, Amerikai Egyesült Államok ATP World Tour 250 531 000 $ – Kemény – 32E/32Q/16P                                                      | Mardy Fish 3–6, 7–6(6), 6–2                                                                | John Isner                                                         | Ryan Harrison Gilles Müller        | Szomdev Devvarman Rajeev Ram Lu Jen-hszün Kevin Anderson                  |
| Július 18. | Atlanta Tennis Championships Atlanta, Amerikai Egyesült Államok ATP World Tour 250 531 000 $ – Kemény – 32E/32Q/16P                                                      | Alekszandr Bogomolov Matthew Ebden 3–6, 7–5, [10–8]                                        | Matthias Bachinger Frank Moser                                     | Ryan Harrison Gilles Müller        | Szomdev Devvarman Rajeev Ram Lu Jen-hszün Kevin Anderson                  |
| Július 25. | Allianz Suisse Open Gstaad Gstaad, Svájc ATP World Tour 250 398 250 € – Salak – 32E/32Q/16P                                                                              | Marcel Granollers 6–4, 3–6, 6–3                                                            | Fernando Verdasco                                                  | Nicolás Almagro Mihail Juzsnij     | Feliciano López Julien Benneteau Andreas Haider-Maurer Stanislas Wawrinka |
| Július 25. | Allianz Suisse Open Gstaad Gstaad, Svájc ATP World Tour 250 398 250 € – Salak – 32E/32Q/16P                                                                              | František Čermák Filip Polášek 6–3, 7–6(7)                                                 | Christopher Kas Alexander Peya                                     | Nicolás Almagro Mihail Juzsnij     | Feliciano López Julien Benneteau Andreas Haider-Maurer Stanislas Wawrinka |
| Július 25. | LA Tennis Open Los Angeles, Amerikai Egyesült Államok ATP World Tour 250 619 500 $ – Kemény – 28E/32Q/16P                                                                | Ernests Gulbis 5–7, 6–4, 6–4                                                               | Mardy Fish                                                         | Ryan Harrison Alekszandr Bogomolov | Igor Kunyicin Lu Jen-hszün Thomaz Bellucci Juan Martín del Potro          |
| Július 25. | LA Tennis Open Los Angeles, Amerikai Egyesült Államok ATP World Tour 250 619 500 $ – Kemény – 28E/32Q/16P                                                                | Mark Knowles Xavier Malisse 7–6(3), 7–6(10)                                                | Szomdev Devvarman Treat Conrad Huey                                | Ryan Harrison Alekszandr Bogomolov | Igor Kunyicin Lu Jen-hszün Thomaz Bellucci Juan Martín del Potro          |
| Július 25. | Croatia Open Umag Umag, Horvátország ATP World Tour 250 398 250 € – Salak – 32E/32Q/16P                                                                                  | Olekszandr Dolhopolov 6–4, 3–6, 6–3                                                        | Marin Čilić                                                        | Fabio Fognini Juan Carlos Ferrero  | Potito Starace Andreas Seppi Carlos Berlocq Albert Ramos                  |
| Július 25. | Croatia Open Umag Umag, Horvátország ATP World Tour 250 398 250 € – Salak – 32E/32Q/16P                                                                                  | Simone Bolelli Fabio Fognini 6–3, 5–7, [10–7]                                              | Marin Čilić Lovro Zovko                                            | Fabio Fognini Juan Carlos Ferrero  | Potito Starace Andreas Seppi Carlos Berlocq Albert Ramos                  |

### Augusztus
| Hét                         | Torna | Győztesek                                               | Ellenfelek a döntőben                | Elődöntősök                         | Negyeddöntősök                                                           |
| --------------------------- | --- | ------------------------------------------------------- | ------------------------------------ | ----------------------------------- | ------------------------------------------------------------------------ |
| Augusztus 1.                | Legg Mason Tennis Classic Washington, Amerikai Egyesült Államok ATP World Tour 500 1 165 500 $ – Kemény – 48E/24Q/16P              | Radek Štěpánek 6–4, 6–4                                 | Gaël Monfils                         | John Isner Donald Young             | Janko Tipsarević Viktor Troicki Márkosz Pagdatísz Fernando Verdasco      |
| Augusztus 1.                | Legg Mason Tennis Classic Washington, Amerikai Egyesült Államok ATP World Tour 500 1 165 500 $ – Kemény – 48E/24Q/16P              | Michaël Llodra Nenad Zimonjić 6–7(3), 7–6(6), [10–7]    | Robert Lindstedt Horia Tecău         | John Isner Donald Young             | Janko Tipsarević Viktor Troicki Márkosz Pagdatísz Fernando Verdasco      |
| Augusztus 1.                | Austrian Open Kitzbühel, Ausztria ATP World Tour 250 450 000 € – Salak – 28E/16P                                                   | Robin Haase 6–4, 4–6, 6–1                               | Albert Montañés                      | Juan Ignacio Chela João Souza       | Marcel Granollers Santiago Giraldo Pablo Andújar Andreas Seppi           |
| Augusztus 1.                | Austrian Open Kitzbühel, Ausztria ATP World Tour 250 450 000 € – Salak – 28E/16P                                                   | Daniele Bracciali Santiago González 7–6(1), 4–6, [11–9] | Franco Ferreiro André Sá             | Juan Ignacio Chela João Souza       | Marcel Granollers Santiago Giraldo Pablo Andújar Andreas Seppi           |
| Augusztus 8.                | Rogers Cup Montréal, Kanada ATP World Tour Masters 1000 2 430 000 $ – Kemény – 56E/28Q/24P                                         | Novak Đoković 6–2, 3–6, 6–4                             | Mardy Fish                           | Jo-Wilfried Tsonga Janko Tipsarević | Gaël Monfils Nicolás Almagro Stanislas Wawrinka Tomáš Berdych            |
| Augusztus 8.                | Rogers Cup Montréal, Kanada ATP World Tour Masters 1000 2 430 000 $ – Kemény – 56E/28Q/24P                                         | Michaël Llodra Nenad Zimonjić 6-4, 6–7(5), [10–5]       | Bob Bryan Mike Bryan                 | Jo-Wilfried Tsonga Janko Tipsarević | Gaël Monfils Nicolás Almagro Stanislas Wawrinka Tomáš Berdych            |
| Augusztus 15.               | Western & Southern Open Cincinnati, Amerikai Egyesült Államok ATP World Tour Masters 1000 2 430 000 $ – Kemény – 56E/28Q/24P       | Andy Murray 6–4, 3–0 feladta                            | Novak Đoković                        | Tomáš Berdych Mardy Fish            | Gaël Monfils Roger Federer Gilles Simon Rafael Nadal                     |
| Augusztus 15.               | Western & Southern Open Cincinnati, Amerikai Egyesült Államok ATP World Tour Masters 1000 2 430 000 $ – Kemény – 56E/28Q/24P       | Mahes Bhúpati Lijendar Pedzs 7–6(4), 7–6(2)             | Michaël Llodra Nenad Zimonjić        | Tomáš Berdych Mardy Fish            | Gaël Monfils Roger Federer Gilles Simon Rafael Nadal                     |
| Augusztus 22.               | Winston-Salem Open Winston-Salem, Amerikai Egyesült Államok ATP World Tour 250 553 125 $ – Kemény – 48E/32Q/16P                    | John Isner 4–6, 6–3, 6–4                                | Julien Benneteau                     | Andy Roddick Robin Haase            | Juan Mónaco Márkosz Pagdatísz Olekszandr Dolhopolov Szerhij Sztahovszkij |
| Augusztus 22.               | Winston-Salem Open Winston-Salem, Amerikai Egyesült Államok ATP World Tour 250 553 125 $ – Kemény – 48E/32Q/16P                    | Jónátán Erlich Andi Rám 7–6(2), 6–4                     | Christopher Kas Alexander Peya       | Andy Roddick Robin Haase            | Juan Mónaco Márkosz Pagdatísz Olekszandr Dolhopolov Szerhij Sztahovszkij |
| Augusztus 29. Szeptember 5. | US Open New York, Amerikai Egyesült Államok Grand Slam-torna 10 508 000 $ – Kemény 128E/128Q/64P/32V Egyéni – Páros – Vegyes páros | Novak Đoković 6–2, 6–4, 6–7(3), 6–1                     | Rafael Nadal                         | Roger Federer Andy Murray           | Janko Tipsarević Jo-Wilfried Tsonga John Isner Andy Roddick              |
| Augusztus 29. Szeptember 5. | US Open New York, Amerikai Egyesült Államok Grand Slam-torna 10 508 000 $ – Kemény 128E/128Q/64P/32V Egyéni – Páros – Vegyes páros | Jürgen Melzer Philipp Petzschner 6–2, 6–2               | Mariusz Fyrstenberg Marcin Matkowski | Roger Federer Andy Murray           | Janko Tipsarević Jo-Wilfried Tsonga John Isner Andy Roddick              |
| Augusztus 29. Szeptember 5. | US Open New York, Amerikai Egyesült Államok Grand Slam-torna 10 508 000 $ – Kemény 128E/128Q/64P/32V Egyéni – Páros – Vegyes páros | Jack Sock Melanie Oudin 7–6(4), 4–6, [10–8]             | Eduardo Schwank Gisela Dulko         | Roger Federer Andy Murray           | Janko Tipsarević Jo-Wilfried Tsonga John Isner Andy Roddick              |

### Szeptember
| Hét            | Torna                                                                                         | Győztesek                                             | Ellenfelek a döntőben                       | Elődöntősök                         | Negyeddöntősök                                                      |
| -------------- | --------------------------------------------------------------------------------------------- | ----------------------------------------------------- | ------------------------------------------- | ----------------------------------- | ------------------------------------------------------------------- |
| Szeptember 12. | Davis-kupa, elődöntők Belgrád, Szerbia – Kemény (f) Córdoba, Spanyolország – Salak            | Elődöntők győztesei Argentína 3–2 · Spanyolország 4–1 | Elődöntők vesztesei Szerbia · Franciaország |                                     |                                                                     |
| Szeptember 19. | Open Romania Bukarest, Románia ATP World Tour 250 422 950 € – Salak – 28E/32Q/16P             | Florian Mayer 6–3, 6–1                                | Pablo Andújar                               | Juan Ignacio Chela Filippo Volandri | Andreas Seppi Alessandro Giannessi João Souza Albert Ramos          |
| Szeptember 19. | Open Romania Bukarest, Románia ATP World Tour 250 422 950 € – Salak – 28E/32Q/16P             | Daniele Bracciali Potito Starace 3–6, 6–4, [10–8]     | Julian Knowle David Marrero                 | Juan Ignacio Chela Filippo Volandri | Andreas Seppi Alessandro Giannessi João Souza Albert Ramos          |
| Szeptember 19. | Open de Moselle Metz, Franciaország ATP World Tour 250 398 250 € – Kemény (f) – 28E/15Q/16P   | Jo-Wilfried Tsonga 6–3, 6–7(4), 6–3                   | Ivan Ljubičić                               | Olekszandr Dolhopolov Gilles Müller | Nicolas Mahut Xavier Malisse Igor Sijsling Richard Gasquet          |
| Szeptember 19. | Open de Moselle Metz, Franciaország ATP World Tour 250 398 250 € – Kemény (f) – 28E/15Q/16P   | Jamie Murray André Sá 6–4, 7–6(7)                     | Lukáš Dlouhý Marcelo Melo                   | Olekszandr Dolhopolov Gilles Müller | Nicolas Mahut Xavier Malisse Igor Sijsling Richard Gasquet          |
| Szeptember 26. | Malaysian Open Kuala Lumpur, Malajzia ATP World Tour 250 850 000 $ – Kemény (f) – 28E/16Q/16P | Janko Tipsarević 6–4, 7–5                             | Márkosz Pagdatísz                           | Nisikori Kei Viktor Troicki         | Nicolás Almagro Nyikolaj Davigyenko Jürgen Melzer Dmitrij Turszunov |
| Szeptember 26. | Malaysian Open Kuala Lumpur, Malajzia ATP World Tour 250 850 000 $ – Kemény (f) – 28E/16Q/16P | Eric Butorac Jean-Julien Rojer 6–1, 6–3               | František Čermák Filip Polášek              | Nisikori Kei Viktor Troicki         | Nicolás Almagro Nyikolaj Davigyenko Jürgen Melzer Dmitrij Turszunov |
| Szeptember 26. | Thailand Open Bangkok, Thaiföld ATP World Tour 250 608 500 $ – Kemény (f) – 28E/32Q/16P       | Andy Murray 6–2, 6–0                                  | Donald Young                                | Gilles Simon Gaël Monfils           | Grigor Dimitrov Matthias Bachinger Szoeda Gó Jarkko Nieminen        |
| Szeptember 26. | Thailand Open Bangkok, Thaiföld ATP World Tour 250 608 500 $ – Kemény (f) – 28E/32Q/16P       | Oliver Marach Iszámul-Hak Kuraisi 7–6(4), 7–6(5)      | Michael Kohlmann Alexander Waske            | Gilles Simon Gaël Monfils           | Grigor Dimitrov Matthias Bachinger Szoeda Gó Jarkko Nieminen        |

### Október
| Hét         | Torna | Győztesek                                       | Ellenfelek a döntőben               | Elődöntősök                         | Negyeddöntősök                                                              |
| ----------- | --- | ----------------------------------------------- | ----------------------------------- | ----------------------------------- | --------------------------------------------------------------------------- |
| Október 3.  | China Open Peking, Kína ATP World Tour 500 2 100 000 $ – Kemény – 32E/16Q/16P                              | Tomáš Berdych 3–6, 6–4, 6–1                     | Marin Čilić                         | Jo-Wilfried Tsonga Ivan Ljubičić    | Juan Carlos Ferrero Fernando Verdasco Mihail Juzsnij Kevin Anderson         |
| Október 3.  | China Open Peking, Kína ATP World Tour 500 2 100 000 $ – Kemény – 32E/16Q/16P                              | Michaël Llodra Nenad Zimonjić 7–6(2), 7–6(4)    | Robert Lindstedt Horia Tecău        | Jo-Wilfried Tsonga Ivan Ljubičić    | Juan Carlos Ferrero Fernando Verdasco Mihail Juzsnij Kevin Anderson         |
| Október 3.  | Rakuten Japan Open Tennis Championships Tokió, Japán ATP World Tour 500 1 100 000 $ – Kemény – 32E/16Q/16P | Andy Murray 3–6, 6–2, 6–0                       | Rafael Nadal                        | Mardy Fish David Ferrer             | Santiago Giraldo Bernard Tomic Radek Štěpánek David Nalbandian              |
| Október 3.  | Rakuten Japan Open Tennis Championships Tokió, Japán ATP World Tour 500 1 100 000 $ – Kemény – 32E/16Q/16P | Andy Murray Jamie Murray 6–1, 6–4               | František Čermák Filip Polášek      | Mardy Fish David Ferrer             | Santiago Giraldo Bernard Tomic Radek Štěpánek David Nalbandian              |
| Október 10. | Shanghai Rolex Masters Sanghaj, Kína ATP World Tour Masters 1000 3 240 000 $ – Kemény – 56E/28Q/24P        | Andy Murray 7–5, 6–4                            | David Ferrer                        | Feliciano López Nisikori Kei        | Florian Mayer Andy Roddick Olekszandr Dolhopolov Matthew Ebden              |
| Október 10. | Shanghai Rolex Masters Sanghaj, Kína ATP World Tour Masters 1000 3 240 000 $ – Kemény – 56E/28Q/24P        | Makszim Mirni Daniel Nestor 3–6, 6–1, [12–10]   | Michaël Llodra Nenad Zimonjić       | Feliciano López Nisikori Kei        | Florian Mayer Andy Roddick Olekszandr Dolhopolov Matthew Ebden              |
| Október 17. | Kremlin Cup Moszkva, Oroszország ATP World Tour 250 1 000 000 $ – Kemény (f) – 28E/32Q/16P                 | Janko Tipsarević 6–4, 6–2                       | Viktor Troicki                      | Nyikolaj Davigyenko Jérémy Chardy   | Dmitrij Turszunov Michael Berrer Philipp Kohlschreiber Alekszandr Bogomolov |
| Október 17. | Kremlin Cup Moszkva, Oroszország ATP World Tour 250 1 000 000 $ – Kemény (f) – 28E/32Q/16P                 | František Čermák Filip Polášek 6–3, 6–1         | Carlos Berlocq David Marrero        | Nyikolaj Davigyenko Jérémy Chardy   | Dmitrij Turszunov Michael Berrer Philipp Kohlschreiber Alekszandr Bogomolov |
| Október 17. | If Stockholm Open Stockholm, Svédország ATP World Tour 250 531 000 € – Kemény (f) – 28E/32Q/16P            | Gaël Monfils 7–5, 3–6, 6–2                      | Jarkko Nieminen                     | Miloš Raonić James Blake            | Kevin Anderson Grigor Dimitrov Tobias Kamke David Nalbandian                |
| Október 17. | If Stockholm Open Stockholm, Svédország ATP World Tour 250 531 000 € – Kemény (f) – 28E/32Q/16P            | Róhan Bópanna Iszámul-Hak Kuraisi 6–1, 6–3      | Marcelo Melo Bruno Soares           | Miloš Raonić James Blake            | Kevin Anderson Grigor Dimitrov Tobias Kamke David Nalbandian                |
| Október 24. | St. Petersburg Open Szentpétervár, Oroszország ATP World Tour 250 663 750 $ – Kemény (f) – 32E/32Q/16P     | Marin Čilić 6–3, 3–6, 6–2                       | Janko Tipsarević                    | Mihail Juzsnij Alekszandr Bogomolov | Adrian Mannarino Andreas Seppi Dušan Lajović Potito Starace                 |
| Október 24. | St. Petersburg Open Szentpétervár, Oroszország ATP World Tour 250 663 750 $ – Kemény (f) – 32E/32Q/16P     | Colin Fleming Ross Hutchins 6–3, 6–7(5), [10–8] | Michail Elgin Alexandre Kudryavtsev | Mihail Juzsnij Alekszandr Bogomolov | Adrian Mannarino Andreas Seppi Dušan Lajović Potito Starace                 |
| Október 24. | Erste Bank Open Bécs, Ausztria ATP World Tour 250 575 250 € – Kemény (f) – 28E/32Q/16P                     | Jo-Wilfried Tsonga 6–7(5), 6–3, 6–4             | Juan Martín del Potro               | Daniel Brands Kevin Anderson        | Xavier Malisse Steve Darcis Jürgen Melzer Tommy Haas                        |
| Október 24. | Erste Bank Open Bécs, Ausztria ATP World Tour 250 575 250 € – Kemény (f) – 28E/32Q/16P                     | Bob Bryan Mike Bryan 7–6(10), 6–3               | Makszim Mirni Daniel Nestor         | Daniel Brands Kevin Anderson        | Xavier Malisse Steve Darcis Jürgen Melzer Tommy Haas                        |
| Október 31. | Valencia Open 500 Valencia, Spanyolország ATP World Tour 500 1 357 000 € – Kemény (f) – 32E/32Q/16P        | Marcel Granollers 6–2, 4–6, 7–6(3)              | Juan Mónaco                         | David Ferrer Juan Martín del Potro  | Nyikolaj Davigyenko Juan Carlos Ferrero Gaël Monfils Sam Querrey            |
| Október 31. | Valencia Open 500 Valencia, Spanyolország ATP World Tour 500 1 357 000 € – Kemény (f) – 32E/32Q/16P        | Bob Bryan Mike Bryan 6–4, 7–6(9)                | Eric Butorac Jean-Julien Rojer      | David Ferrer Juan Martín del Potro  | Nyikolaj Davigyenko Juan Carlos Ferrero Gaël Monfils Sam Querrey            |
| Október 31. | Swiss Indoors Basel Bázel, Svájc ATP World Tour 500 1 225 000 € – Kemény (f) – 32E/32Q/16P                 | Roger Federer 6–1, 6–3                          | Nisikori Kei                        | Novak Đoković Stanislas Wawrinka    | Márkosz Pagdatísz Mihail Kukuskin Andy Roddick Florian Mayer                |
| Október 31. | Swiss Indoors Basel Bázel, Svájc ATP World Tour 500 1 225 000 € – Kemény (f) – 32E/32Q/16P                 | Michaël Llodra Nenad Zimonjić 6–4, 7–5          | Makszim Mirni Daniel Nestor         | Novak Đoković Stanislas Wawrinka    | Márkosz Pagdatísz Mihail Kukuskin Andy Roddick Florian Mayer                |

### November
| Hét          | Torna | Győztesek                                  | Ellenfelek a döntőben                | Elődöntősök                        | Negyeddöntősök                                                                                         |
| ------------ | --- | ------------------------------------------ | ------------------------------------ | ---------------------------------- | --- |
| November 7.  | BNP Paribas Masters Párizs, Franciaország ATP World Tour Masters 1000 2 227 500 € – Kemény (f) – 48E/24Q/24P    | Roger Federer 6–1, 7–6(3)                  | Jo-Wilfried Tsonga                   | John Isner Tomáš Berdych           | Novak Đoković David Ferrer Juan Mónaco Andy Murray                                                     |
| November 7.  | BNP Paribas Masters Párizs, Franciaország ATP World Tour Masters 1000 2 227 500 € – Kemény (f) – 48E/24Q/24P    | Róhan Bópanna Iszámul-Hak Kuraisi 6–2, 6–4 | Julien Benneteau Nicolas Mahut       | John Isner Tomáš Berdych           | Novak Đoković David Ferrer Juan Mónaco Andy Murray                                                     |
| November 14. | Ezen a héten nem rendeztek tornát.                                                                              | Ezen a héten nem rendeztek tornát.         | Ezen a héten nem rendeztek tornát.   | Ezen a héten nem rendeztek tornát. | Ezen a héten nem rendeztek tornát.                                                                     |
| November 21. | Barclays ATP World Tour Finals London, Egyesült Királyság ATP World Tour Finals £2,227,500 – Kemény (f) – 8E/8P | Roger Federer 6–3, 6–7(6), 6–3             | Jo-Wilfried Tsonga                   | Tomáš Berdych David Ferrer         | Csoportkör vesztesei Novak Đoković Andy Murray (visszalépett) Janko Tipsarević Rafael Nadal Mardy Fish |
| November 21. | Barclays ATP World Tour Finals London, Egyesült Királyság ATP World Tour Finals £2,227,500 – Kemény (f) – 8E/8P | Makszim Mirni Daniel Nestor 7–5, 6–3       | Mariusz Fyrstenberg Marcin Matkowski | Tomáš Berdych David Ferrer         | Csoportkör vesztesei Novak Đoković Andy Murray (visszalépett) Janko Tipsarević Rafael Nadal Mardy Fish |
| November 28. | Davis-kupa, döntő Sevilla, Spanyolország – Salak                                                                | Spanyolország · 3–1                        | Argentína                            |                                    | |